# Puchar Europy Mistrzów Klubowych (1979/1980)
XXV Puchar Europy Mistrzów Klubowych 1979/1980

(ang. European Champion Clubs’ Cup)

## Runda wstępna
| Dundalk – Linfield F.C. 1:1 i 2:0 1 29.08 1979 0:1 Feeney 48, 1:1 Devine 80 2 05.09 1979 1:0 Muckian 14, 2:0 Muckian 88 (mecz w Haarlem) |

## I runda
| Liverpool – Dinamo Tbilisi 2:1 i 0:3 1 19.09 1979 1:0 Johnson 20, 1:1 Cziwadze 33, 2:1 Case 45 2 03.10 1979 0:1 Gucajew 55, 0:2 Szengelija 75, 0:3 Cziwadze 81k |
| Nottingham Forest – Östers IF 2:0 i 1:1 1 19.09 1979 1:0 Bowyer 63, 2:0 Bowyer 73 2 03.10 1979 0:1 Nordgren 52, 1:1 Woodcock 79 |
| Partizani Tirana – Celtic F.C. 1:0 i 1:4 1 19.09 1979 1:0 Murati 35 2 03.10 1979 1:0 Sneddon 15s, 1:1 McDonald 20, 1:2 Aitken 22, 1:3 Davidson 31, 1:4 Aitken 44 |
| Dundalk – Hibernians FC 2:0 i 0:1 1 19.09 1979 1:0 Carlyle 21, 2:0 Devine 68 2 26.09 1979 0:1 Chris Vella 67 |
| Lewski Spartak Sofia – Real Madryt 0:1 i 0:2 1 19.09 1979 0:1 Roberto 26 2 03.10 1979 0:1 del Bosque 20, 0:2 Cunningham 32k |
| Argeș Pitești – AEK Ateny 3:0 i 0:2 1 19.09 1979 1:0 Nicolae 49, 2:0 Radu 65, 3:0 Nicolae 80 2 03.10 1979 0:1 Ardizoglu 12, 0:2 Vladić 20 |
| IK Start – RC Strasbourg 1:2 i 0:4 1 19.09 1979 0:1 Piasecki 44, 0:2 Piasecki 74, 1:2 Ervik 81 2 03.10 1979 0:1 Bianchi 13, 0:2 Bianchi 39, 0:3 Bianchi 69, 0:4 Decastel 76 |
| Dynamo Berlin – Ruch Chorzów 4:1 i 0:0 1 19.09 1979 1:0 Netz 3, 2:0 Pelka 18, 3:0 Riediger 27, 4:0 Pelka 79, 4:1 Wyciślik 87 2 03.10 1979 |
| Újpest FC – Dukla Praga 3:2 i 0:2 1 19.09 1979 0:1 Gajdušek 3, 1:1 Sarlos 42, 1:2 Nehoda 58, 2:2 L. Nagy 66, 3:2 Fazekas 71k 2 03.10 1979 0:1 Vizek 24, 0:2 Nehoda 88 |
| Red Boys Differdange – Omonia Nikozja 2:1 i 1:6 1 19.09 1979 1:0 Di Domenico 20k, 1:1 Patikis 35, 2:1 Wagner 69 2 03.10 1979 0:1 Kaiafas 7, 0:2 Canaris 8, 0:3 Philippos 40, 1:3 Schmidt 42, 1:4 Kaiafas 45k, 1:5 Kaiafas 70k, 1:6 Kaiafas 71 |
| Helsingin Jalkapalloklubi – AFC Ajax 1:8 i 1:8 1 19.09 1979 0:1 Lerby 6, 0:2 Tahamata 20, 0:3 Lerby 33, 0:4 Arnesen 37, 1:4 Rautiainen 50, 1:5 Krol 53k, 1:6 La Ling 63, 1:7 Arnesen 68, 1:8 Tahamata 70 2 03.10 1979 0:1 Krol 6, 0:2 Blanker 15, 0:3 Everse 20, 0:4 Lerby 30, 0:5 Blanker 53, 0:6 Blanker 61, 0:7 Krol 68k, 1:7 Toivola 85, 1:8 Blanker 88 |
| Knattspyrnufélagið Valur – Hamburger SV 0:3 i 1:2 1 19.09 1979 0:1 Hrubesch 18, 0:2 Hrubesch 26, 0:3 Buljan 77 2 03.10 1979 0:1 Hrubesch 50, 0:2 Wehmeyer 74, 1:2 A. Edvaldsson 89 |
| Hajduk Split – Trabzonspor 1:0 i 1:0 1 19.09 1979 1:0 Primorac 75k 2 03.10 1979 1:0 Dżordżević 44 |
| Vejle BK – Austria Wiedeń 3:2 i 1:1 1 19.09 1979 1:0 Andersen 8, 2:0 Rasmussen 10, 2:1 Baumeister 38, 2:2 Schachner 40, 3:2 Sörensen 40k 2 03.10 1979 1:0 Brylle 35, 1:1 Gasselich 51 |
| FC Porto – A.C. Milan 0:0 i 1:0 1 19.09 1979 2 03.10 1979 1:0 Duda 60 |
| Servette FC – SK Beveren 3:1 i 1:1 1 19.09 1979 1:0 van Genechten 2s, 1:1 Janssens 5, 2:1 Coutaz 65, 3:1 Hamberg 80 2 03.10 1979 0:1 Albert 18k, 1:1 Barberis 37 |

## II runda
| Nottingham Forest – Argeș Pitești 2:0 i 2:1 1 24.10 1979 1:0 Woodcock 12, 2:0 Birtles 16 2 07.11 1979 1:0 Bowyer 5, 2:0 Birtles 23, 2:1 Barbulescu 60k |
| Celtic F.C. – Dundalk 3:2 i 0:0 1 24.10 1979 1:0 McDonald 4, 2:0 McCluskey 31, 2:1 Muckian 32, 3:1 Burns 33, 3:2 Mick Lawlor 67 2 07.11 1979 |
| Dynamo Berlin – Servette FC 2:1 i 2:2 1 24.10 1979 1:0 Pelka 8, 2:0 Netz 10, 2:1 Cucinotta 65 2 07.11 1979 1:0 Brillat 33, 2:0 Terletzki 81, 2:1 Hamberg 83, 2:2 Barberis 90 |
| Dukla Praga – RC Strasbourg 1:0 i 0:2 (dog) 1 24.10 1979 1:0 Vizek 10k 2 07.11 1979 0:1 Piasecki 67, 0:2 Decastel 116 |
| Hamburger SV – Dinamo Tbilisi 3:1 i 3:2 1 24.10 1979 0:1 Kipiani 29, 1:1 Kaltz 37, 2:1 Keegan 53, 3:1 Hartwig 74 2 07.11 1979 0:1 Gucajew 5, 1:1 Keegan 34, 2:1 Hrubesch 41, 2:2 Kipiani 45, 3:2 Buljan 56                                                                          |
| Vejle BK – Hajduk Split 0:3 i 2:1 1 24.10 1979 0:1 Šurjak 4, 0:2 Krstičević 53, 0:3 Šalov 65 2 07.11 1979 1:0 Brylle 21, 1:1 ZI. Vujović 63, 2:1 Östergard 70 |
| AFC Ajax – Omonia Nikozja 10:0 i 0:4 1 24.10 1979 1:0 Lerby 14, 2:0 Lerby 28, 3:0 Lerby 43, 4:0 Krol 53k, 5:0 Arnesen 59, 6:0 Blanker 66, 7:0 Lerby 72, 8:0 Lerby 74, 9:0 Blanker 81, 10:0 Blanker 87 2 07.11 1979 0:1 Tsikkos 10, 0:2 Demetriou 15, 0:3 Kaiafas 38, 0:4 Kaiafas 56 |
| FC Porto – Real Madryt 2:1 i 0:1 1 24.10 1979 1:0 Gomes 35, 2:0 Gomes 40k, 2:1 Cunningham 52 2 07.11 1979 0:1 Benito 71 |

## 1/4 finału
| Nottingham Forest – Dynamo Berlin 0:1 i 3:1 1 05.03 1980 0:1 Riediger 63 2 19.03 1980 1:0 Francis 15, 2:0 Francis 35, 3:0 Robertson 39k, 3:1 Terletzki 49k               |
| Celtic F.C. – Real Madryt 2:0 i 0:3 1 05.03 1980 1:0 McCluskey 52, 2:0 Doyle 75 2 19.03 1980 0:1 Santillana 45, 0:2 Stielike 56, 0:3 Juanito 86                          |
| Hamburger SV – Hajduk Split 1:0 i 2:3 1 05.03 1980 1:0 Reimann 45 2 19.03 1980 1:0 Hrubesch 2, 1:1 Zl. Vujović 21, 2:1 Hieronymus 24, 2:2 Dżordżević 49, 2:3 Primorac 85 |
| RC Strasbourg – AFC Ajax 0:0 i 0:4 1 05.03 1980 2 19.03 1980 0:1 Schoenaker 35, 0:2 Arnesen 38, 0:3 Lerby 55, 0:4 La Ling 90                                             |

## 1/2 finału
| Nottingham Forest – AFC Ajax 2:0 i 0:1 1 09.04 1980 1:0 Francis 33, 2:0 Robertson 61k 2 23.04 1980 0:1 Lerby 65                                                                                       |
| Real Madryt – Hamburger SV 2:0 i 1:5 1 09.04 1980 1:0 Santillana 67, 2:0 Santillana 80 2 23.04 1980 0:1 Kaltz 10, 0:2 Hrubesch 17, 1:2 Cunningham 31, 1:3 Kaltz 40k, 1:4 Hrubesch 45, 1:5 Memering 90 |

## Finał
| 28 maja 1980 Madryt Estadio Santiago Bernabéu (50 000) Nottingham Forest – Hamburger SV 1:0 (1:0) Sędzia: Antonio José da Silva Garrido (Portugalia) Bramki: 1:0 John Robertson 21 Żółte kartki: Burns / Nogly Nottingham Forest Football Club (trener Brian Clough): Peter Shilton – Viv Anderson, Frank Gray (84 Bryn Gunn), Larry Lloyd, Kenny Burns, Martin O’Neill, John McGovern (kapitan), Ian Bowyer, Gary Mills (68 John O’Hare), John Robertson, Garry Birtles Hamburger Sport-Verein (trener Branko Zebec): Rudi Kargus – Manfred Kaltz, Peter Nogly (kapitan), Ivan Buljan, Ditmar Jakobs, Holger Hieronymus (46 Horst Hrubesch), Felix Magath, Caspar Memering, Kevin Keegan, Willi Reimann, Jürgen Milewski |